# Fetscherstraße
Die Fetscherstraße ist eine Straße in den Dresdner Stadtteilen Striesen und Johannstadt zwischen dem Großen Garten und der Waldschlößchenbrücke an der Elbe. Sie ist, wie auch der in ihrem Verlauf liegende Fetscherplatz, seit 1946 nach dem Arzt, Forscher und Sozialhygieniker Rainer Fetscher (1895–1945) benannt.

## Beschreibung

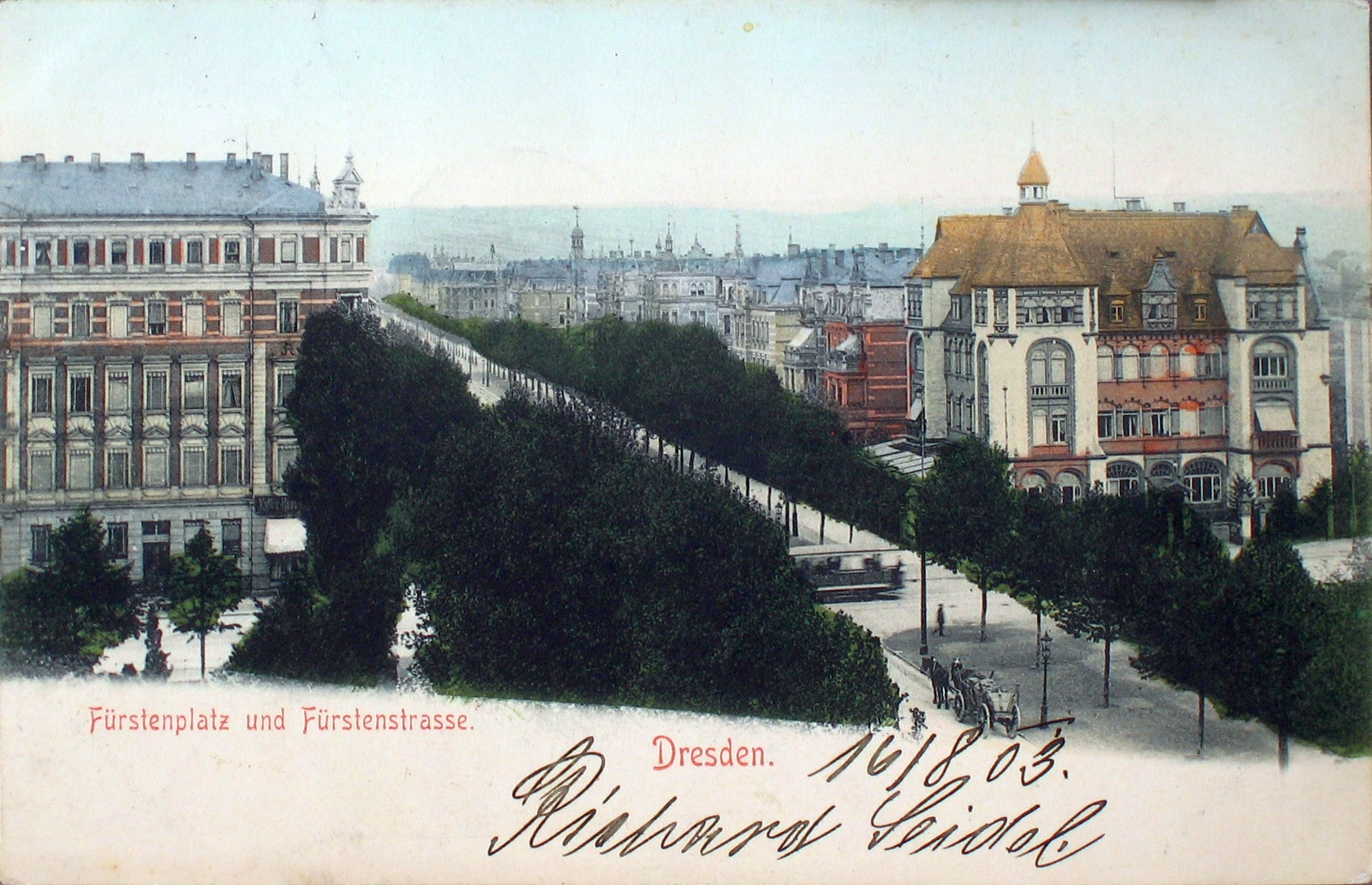
Fürstenplatz und Fürstenstrasse um 1906

Vom Palais im Großen Garten führt rechtwinklig zur Hauptallee in nordöstlicher Richtung die Fürstenallee aus dem Großen Garten. Den weiteren Verlauf des vormals ab dort als Fürstenstraße bezeichneten Verkehrswegs bildet der Comeniusplatz in Striesen-Süd. Dessen Kreuzung mit der mehrspurigen Stübelallee stellt den Anfang des ebenfalls mehrspurigen Verkehrswegs für den motorisierten Verkehr in Richtung Elbe dar, der ab der wenig später querenden Comeniusstraße seit 1946 den Namen Fetscherstraße trägt.

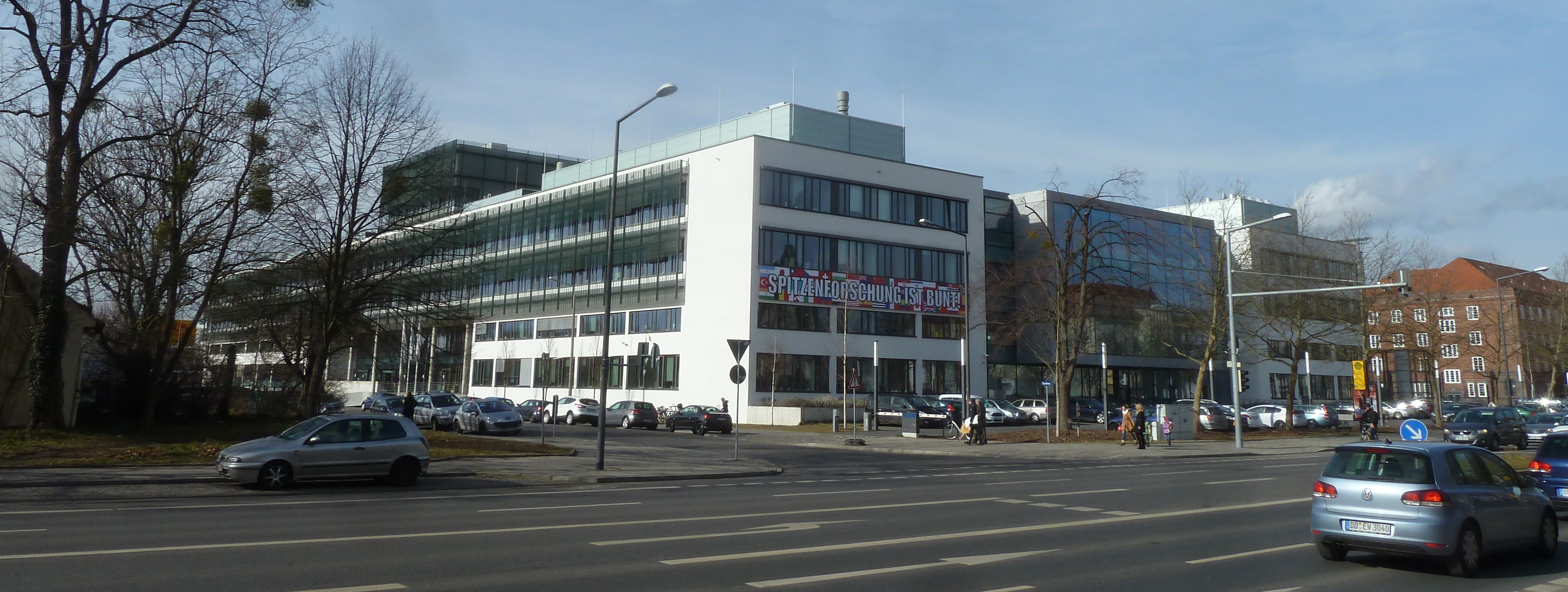
Das Zentrum für Regenerative Therapien Dresden weist Pegida-Befürworter darauf hin, dass Spitzenforschung international erfolgt.

In ihrem weiteren Verlauf quert sie die Wallotstraße, bevor wenig später im Bereich des Fetscherplatzes die Nicolaistraße und die Reinickstraße in sie einmünden und sie den Verkehrszug Striesener Straße / Borsbergstraße kreuzt. Es folgen weitere Querungen mit den wieder untergeordneten Wohnstraßen Haydnstraße, Holbeinstraße, Gabelsbergerstraße und Dürerstraße (mit einem Abzweig in die Wormser Straße), bevor sie die Blasewitzer Straße als nächsten großen Verkehrsweg kreuzt. Nach der Querung der Fiedlerstraße schwenkt die bisherige Nordostrichtung nach Norden ein. Östlich liegt das Universitätsklinikum Carl Gustav Carus Dresden und westlich der Neue Jüdische Friedhof, der beinahe bis zur einmündenden Straße Tatzberg reicht, wo sich das Zentrum für Regenerative Therapien Dresden in Nachbarschaft des Bioinnovationszentrums anschließt. Es folgt noch die Kreuzung mit der Pfotenhauerstraße in Johannstadt-Nord, bevor die Fetscherstraße die über die Elbe führende Waldschlößchenbrücke erreicht. Über zwei Rampen, die ebenfalls den Namen Fetscherstraße tragen, wird dabei die Verbindung zur elbnah verlaufenden Straße Käthe-Kollwitz-Ufer hergestellt.

## Verkehr: Straßenbahnlinie 2
In der Nachkriegszeit verkehrte die Straßenbahnlinie 2 in der Fetscherstraße. Am 1. März 1950 wurde die Linie 2 zwischen Schillerplatz und Fetscher- beziehungsweise Dürerstraße umgelegt.  Am 16. Mai 1950 wurde die Linie 2 zwischen Schillerplatz und Blasewitzer- / Fetscherstraße umgelegt. Die Linksabzweigung in der Fetscherstraße legte man vom Sachsenplatz/Blumenstraße hier an. Des Weiteren wurde ein Linkswechsel und ein Kreuzwechsel in die Fetscherstraße ermöglicht. Am 13. Oktober 1950 verlängerte man die Linie 2 zur Eröffnung des neu gebauten Gleisdreieckes in der Calberlastraße in Loschwitz auf 11,8 Kilometer.
Im Zuge des Baus der Waldschlößchenbrücke und der Verbreiterung der Fetscherstraße bis zur Blasewitzer Straße wurden die Gleise in diesem Bereich zurückgebaut. Sie dienten einst der Linie 26 (→ 26er Ring) als Zufahrt zur Gleisschleife Johannstadt. Im aktuellen Liniennetz verkehrt die Linie 12 aus Richtung Striesen kommend von der Blasewitzer Straße bis zum Fetscherplatz über die Fetscherstraße und bedient in diesem Bereich die Haltestellen Blasewitzer Straße / Fetscherstraße und Gabelsbergstraße. Die Gleise vom Fetscherplatz bis zum Gleisdreieck am Comeniusplatz (Stübelallee) dienen als Umleitungsstrecke.
| Datum      | Strecke der Straßenbahnlinie 2 |
| ---------- | --- |
| 01.03.1950 | Schillerplatz – Naumannstraße – Goetheallee – Straßenbahnhof Pfotenhauerstraße – Pfotenhauerstraße – Fetscherstraße |
| 16.04.1950 | Schillerplatz – Loschwitzer Straße (ehemals Residenzstraße) – Blasewitzer Straße – Fetscherstraße |
| 13.10.1950 | Schlachthofring – Schlachthofstraße – Magdeburger Straße – Waltherstraße – Friedrichstraße – Paul-Gruner-Straße – Ammonstraße – Carolaplatz – Wiener Platz – Wiener Straße – Canalettostraße – Stephanienplatz – Nicolaistraße – Fetscherplatz – Fetscherstraße – Blasewitzer Straße – Königsheimplatz – Loschwitzer Straße – Schillerplatz – Loschwitzer Brücke – Elbbrückenstraße – Körnerplatz – Pillnitzer Landstraße – Calberlastraße |

## Bebauung

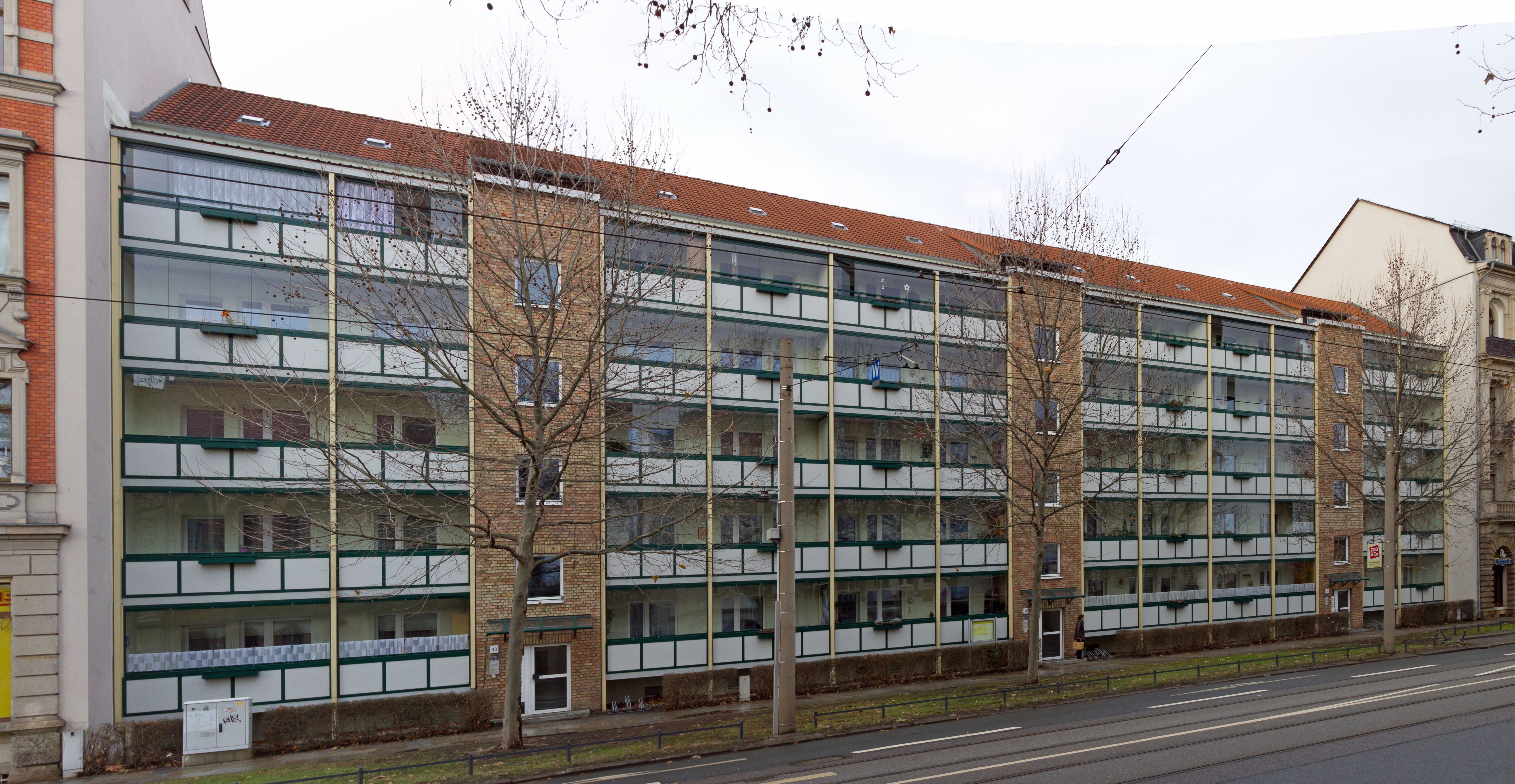
Fetscherstraße 33–37

In der Fetscherstraße gibt es mehrere denkmalgeschützte Gebäude, darunter die Fetscherstraße Nr. 22, 24, 26 und 36, 39, 111 und 113.
- Nr. 2 (6. Mittelschule „Johann Amos Comenius“): Das Schulgebäude wurde von den Architekten Gottfried Kintzer und Ehrenfried Kubin 1957/1958 als Pavillonschule errichtet. Es besteht aus einem dreigeschossigen Hauptklassentrakt mit zwei Pavillons, die durch Zwischentrakte miteinander verbunden werden. Die Fensterbrüstungen sind farbig verputzt; das Gebäude trägt ein flaches Satteldach. Den Haupteingang flankieren Sandsteinarkaden. Die Freiflächen wurden von Heinz Hirsch gestaltet.[2]

- Nr. 30 – Artushof: Der Artushof wurde 1899 von Franz Oskar Hartmann in historistischen Formen mit Anklängen an den Jugendstil erbaut.

- Nr. 33–37: Mit der Lückenschließung Fetscherstraße 33–37[3] baute Wolfram Starke im Jahre 1959 eine bei den Luftangriffen auf Dresden zerstörte Wohnbebauung aus der Jahrhundertwende neu auf.[4]

- Nr. 72 – Fabrikbau: Das Fabrik- und Verwaltungsgebäude mit Nebenbauten steht unter Denkmalschutz.

- Nr. 74
  - Stadtkrankenhaus Johannstadt: Auf dem heutigen Universitätsgelände wurde das Stadtkrankenhaus Dresden-Johannstadt mit den Abteilungen Chirurgie, Innere Medizin und Augenheilkunde nach Plänen von Stadtbaurat Edmund Bräter errichtet. Der im September 1898 begonnene Bau wurde am 2. Dezember 1901 eröffnet. Während die zwei- bis viergeschossigen Baukörper im Stil des Historismus errichtet worden sind, wurden die dekorativen Details (korbbogige Gewände der Portale und Fenster, geschwungene Giebellinien und florale Ornamente) im Jugendstil gehalten.[5]
  - Kinderklinik: Die 1929–1930 im Stil des Neuen Bauens von Stadtbaurat Paul Wolf erbaute Dresdner Kinderklinik wurde 2000 abgebrochen. Deutlich war an dem Gebäude der Dresdner Kinderklinik die baulichen Umsetzung der „damals revolutionären Stadttheorien des Licht-Luft-Sonne-Prinzips“ zu erkennen. So gab es Balkone, die sich in langen Reihe nach Süden öffneten.[6]

- Nr. 111 – Clara-Zetkin-Heim: Das nach Clara Zetkin benannte Senioren- und Pflegeheim steht unter Denkmalschutz.